# Моренний рельєф

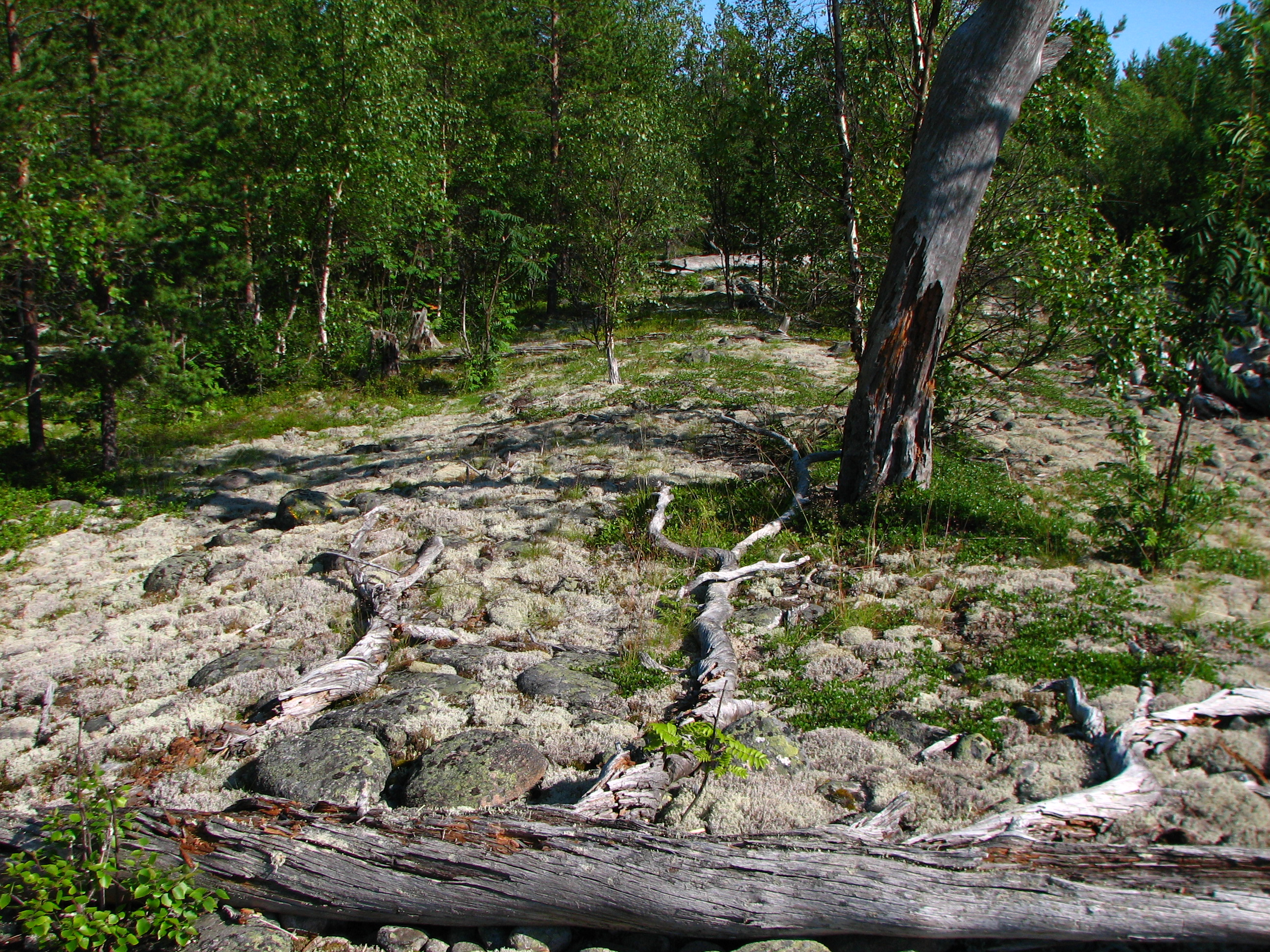

Моренний рельєф — акумулятивний рельєф, утворений дією льодовиків.
На рівнинах розрізняють:
- горбисто-западинний рельєф основної морени;
- моренні рівнини — хвилясті або рівні поверхні, утворені основною мореною;
- рельєф кінцево-моренних гряд;
- рельєф друмлін.

У горах моренний рельєф представлений моренами береговими, грядами кінцевих морен, горбисто-моренним рельєфом.